# Verbascum geminiflorum
Verbascum geminiflorum är en flenörtsväxtart som beskrevs av Ferdinand von Hochstetter. Verbascum geminiflorum ingår i släktet kungsljus, och familjen flenörtsväxter. Inga underarter finns listade i Catalogue of Life.